# Etlingera isip
Etlingera isip är en enhjärtbladig växtart som beskrevs av Axel Dalberg Poulsen. Etlingera isip ingår i släktet Etlingera och familjen Zingiberaceae. Inga underarter finns listade i Catalogue of Life.